# Regimentul 4 Vânători (1918-1920)
Regimentul 4 Vânători a fost o mare unitate de infanterie, de nivel tactic, din Armata României, care a participat la acțiunile militare postbelice, din perioada 1918-1920. Regimentul a făcut parte din compunerea de luptă a Brigadei 2 Vânători, comandată de colonelul Th. Pirici, împreună cu Regimentul 6 Vânători:p. 316

## Compunerea de luptă
În perioada campaniei din 1919, regimentul a avut următoarea compunere de luptă::p. 316
- Regimentul 26 Infanterie

- Batalionul 1 - comandant: căpitan I. Eliad

- Compania 1 - comandant: căpitan Rom. Hotineanu
- Compania 2 - comandant: locotenent D. Botez
- Compania 3 - comandant: căpitan Radu Tarnowski Radu
- Compania Mitr. - comandant: căpitan Gh. Constantinescu

- Batalionul 2 - comandant:locotenent-colonel C. Petrovicescu

- Compania 5 - comandant: căpitan V. Bezgan
- Compania 6 - comandant: locotenent E. Protopescu
- Compania 7 - comandant: locotenent N. Bozianu
- Compania Mitr. - comandant: locotenent Șt. Lupașcu

### Campania anului 1919
În cadrul acțiunilor militare postbelice,  Regimentul 4 Vânători a participat la acțiunile militare în dispozitivul de luptă al Brigadei 2 Vânători, participând la Operația ofensivă la vest de Tisa. Regimentul 4 Vânători, încoporat în Divizia 1 Vânători intră în luptă odată cu transportarea Diviziei 1 Vânători în Transilvania, acțiune realizată pentru a sprijini ofensiva la vest de Tisa..:p. 316

## Comandanți
- Colonel Stroe Beloiu